# Mushanga
«Mushanga» es el Quinto y Último Sencillo interpretada por Toto para su álbum The Seventh One liberado en 1988, es una de las canciones más exitosas de Toto entrando en el top 40 en los Países Bajos.

## Personal
- David Paich: Teclados
- Joseph Williams: Voz
- Jeff Porcaro: Batería
- Steve Lukather: Guitarra acústica, Eléctrica
- Mike Porcaro: Bajo

## Personal adicional
- Patti Austin: Voz de fondo
- Joe Porcaro: Percusión adicional
- Andy Narell: Vidones de acero
- Jim Horn: Flauta y grabadora

- Datos: Q1748958